# Muhlenbergia repens
Muhlenbergia repens är en gräsart som först beskrevs av Jan Svatopluk Presl, och fick sitt nu gällande namn av Albert Spear Hitchcock. Muhlenbergia repens ingår i släktet muhlygräs, och familjen gräs. Inga underarter finns listade i Catalogue of Life.